# Strojgazmontasj
Strojgazmontasj (russisk: Стро̀йга̀змонта́ж, også translitteretret til engelsk som Stroygazmontazh) eller S.G.M. Group er en russisk infrastruktur bygge- og anlægsvirksomhed. De bygger primært transportsystemer til transport af olie og gas. Virksomheden blev etableret i 2008 af Arkady Rotenberg.